# 재능중학교
재능중학교(才能中學校)는 대한민국 인천광역시 동구 송림동에 있는 사립 중학교이다.

## 학교 연혁
- 1964년 11월 13일 : 대헌중학교 설립인가 (전 6학급)
- 1965년 3월 5일 : 인천무선고등학교 병설교로 개교, 초대 노진철 교장 취임
- 1968년 11월 18일 : 제1회 졸업식 (139명 졸업)
- 1998년 2월 2일 : (주) 재능교육 대표이사 박성훈 본 학원 이사장 취임
- 1998년 6월 17일 : 학교법인 재능학원으로 법인명칭 변경
- 2000년 1월 19일 : 2000학년도 3학급 감축 (전 15학급)
- 2010년 9월 1일 : 재능중학교 교명 변경
- 2020년 3월 1일 : 인천재능중학교 교명변경
- 2023년 12월 19일 : 제57회 졸업식(113명 졸업, 총 16,192명)
- 2024년 3월 1일 : 제9대 박정희 교장 취임
- 2024년 9월 1일 : 재능중학교 교명 변경

## 참고 자료
- 재능중학교 - 한국교육학술정보원 학교알리미